# Priscilla Marchal

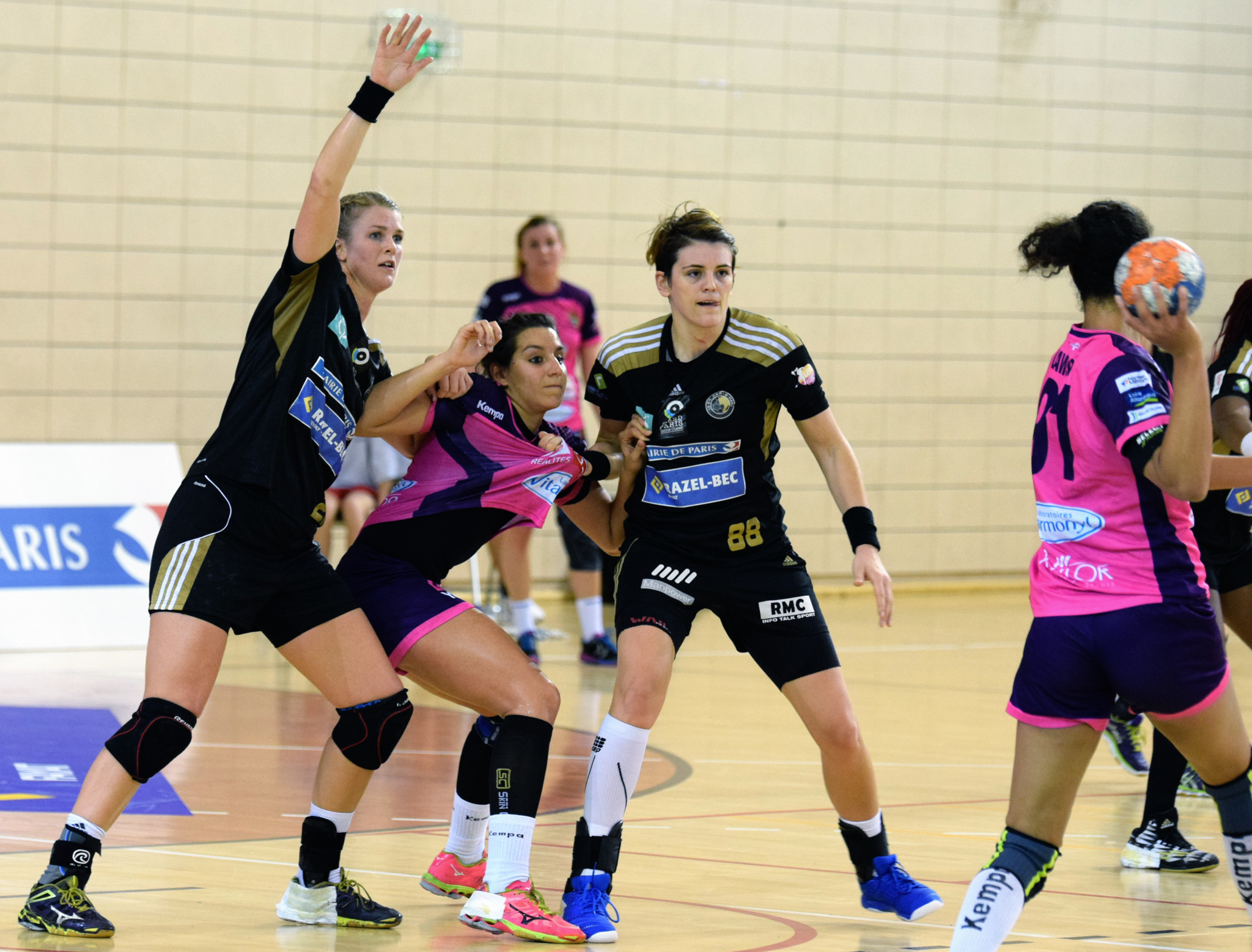
En attaque entourée de Pernille Wibe (à gauche) et Marija Jovanović

Priscilla Marchal est une joueuse de handball française née le 23 août 1991, évoluant au poste de pivot.

## Biographie
Formée à Nîmes, elle rejoint Nantes à l'issue de la saison 2014-2015.
En avril 2015, elle est convoquée pour un stage de préparation avec l'équipe de France.

## Palmarès

### En club
compétitions internationales
- vainqueur de la coupe Challenge en 2009 (avec HBC Nîmes mais ne participe pas à la finale)

compétitions nationales
- finaliste de la Coupe de la Ligue en 2010 et 2013 (avec HBC Nîmes)
- finaliste de la Coupe de France en 2015 (avec HBC Nîmes)